# 浙江大学马克思主义学院
浙江大学马克思主义学院是隶属于浙江大学社会科学学部的一个教学部门，2015年4月在原浙江大学思想政治教学科研部的基础上成立，为浙江大学的直属单位。学院的办公地点位于浙江大学西溪校区教学主楼第十层。

## 概况
教研部现有49名教职工，其中44名从事思想政治理论教学、研究和马克思主义理论学科建设的教师，5名行政人员。教师中有6名教授、22名副教授。现有在读生包括32名博士生、160名硕士生。

## 重点学科
- 一级学科博士点：马克思主义理论
- 博士后流动站：马克思主义理论
- 6个硕士点：拥有马克思主义基本原理、马克思主义中国化研究、思想政治教育、国际政治、中国近现代史基本问题研究、国际共产主义运动与科学社会主义。[1]

## 附属单位
教研部下设有以下单位：
2个研究所
- 浙江大学马克思主义理论与思想政治教育研究所
- 浙江大学国际政治研究所

5个教研室
- 马克思主义基本原理
- 毛泽东思想和中国特色社会主义理论体系概论
- 中国近代现史纲要
- 思想道德修养与法律基础
- 科学社会主义理论与实践

其他
- 教育部高校辅导员培训和研修基地（浙江大学）
- 浙江省教育厅高校心理健康教育培训基地